# Edvige di Baviera
Hedwig di Baviera nota anche come Edvige di Sassonia (778 circa – post 833) fu moglie di Guelfo I e la suocera dell'imperatore Ludovico il Pio..

## Origine
Hedwig nacque attorno al 778, era una nobile sassone. Figlia d'Isanbard (figlio di Guerino e Adelinde, entrambi sono i fondatori del monastero di Buchau 770.) e Thiedrada (Thietrate) di origine carolingia.

## Biografia
Probabilmente nacque a Altdorf nelle terra dei Franchi di Alamannia (odierna Germania). Secondo Thegan, vescovo di Treviri, era un membro dell'alta nobiltà sassone, la figlia del Conte Isanbard.
Verso la fine dell'VIII secolo, Edvige di Sassonia sposò Guelfo I come conferma il cronista Thegano, che precisa che era di nobilissima origine sassone e secondo l'Annalista Saxo, discendeva dalla famiglia degli Eticonidi.
Nell'819, diede la figlia maggiore, Giuditta, definita molto bella, in sposa all'imperatore, Ludovico il Pio, vedovo da circa un anno di Ermengarda di Hesbaye.
Di Guelfo non si conosce la data esatta della morte, avvenuta tra l'824 e l'825.
Dopo la sua morte Edvige, si ritirò nell'abbazia di Chelles, vicino a Parigi, dove per l'interessamento della figlia, Giuditta, divenne badessa.
Attraverso il suo matrimonio con Welf o Guelfo lei era la matriarca della famiglia Welfen, è un'antenata della dinastia carolingia, d'Italia, Russia, Regno Unito, linea di Hagenéter in Piemonte e i Guelfi bavaresi.

## Discendenza
Edvige con Guelfo ebbe quattro figli:
- Corrado[11], († 862/6), conte di Parigi, poi conte di Auxerre, è considerato il primo conte di Borgogna Transgiurana
- Rodolfo[7], († 866), conte di Ponthieu e conte di Sens
- Giuditta (ca.800-843), sposò nell'819 l'imperatore Ludovico il Pio[7]
- Emma (808-876), sposò nell'827 Ludovico II il Germanico, re dei Franchi Orientali.

## Ascendenza
|                   |   |          | Genitori              |  |  | Nonni               |  |  | Bisnonni |  |
|                   |   |          |                       |  |  | Guerino di Turgovia |  |  | …        |  |
|                   |   |          |                       |  |  | Guerino di Turgovia |  |  | …        |  |
|                   |   | …        |                       |  |  | Guerino di Turgovia |  |  |          |  |
| Isanbard          |   |          |                       |  |  | Guerino di Turgovia |  |  |          |  |
|                   |   | Adelinde | Ildeprando di Spoleto |  |  |                     |  |  |          |  |
|                   |   | Adelinde | Ildeprando di Spoleto |  |  |                     |  |  |          |  |
|                   |   | Adelinde | Segarde di Spoleto    |  |  |                     |  |  |          |  |
| Edvige di Baviera |   | Adelinde |                       |  |  |                     |  |  |          |  |
|                   | … | …        |                       |  |  |                     |  |  |          |  |
|                   | … | …        |                       |  |  |                     |  |  |          |  |
|                   | … | …        |                       |  |  |                     |  |  |          |  |
| Thiedrada         | … |          |                       |  |  |                     |  |  |          |  |
|                   |   | …        | …                     |  |  |                     |  |  |          |  |
|                   |   | …        | …                     |  |  |                     |  |  |          |  |
|                   |   | …        | …                     |  |  |                     |  |  |          |  |
|                   |   | …        |                       |  |  |                     |  |  |          |  |

### Fonti primarie
- (LA)  Monumenta Germaniae Historica, Scriptores, tomus II.
- (LA)  Monumenta Germaniae Historica, Scriptores, tomus VI.

### Letteratura storiografica
- Gerhard Seeliger, "Conquiste e incoronazione a imperatore di Carlomagno", cap. XII, vol. II (L'espansione islamica e la nascita dell'Europa feudale) della Storia del Mondo Medievale, pp. 358–396.
- Gerhard Seeliger, "Legislazione e governo di Carlomagno", cap. XIV, vol. II (L'espansione islamica e la nascita dell'Europa feudale) della Storia del Mondo Medievale, pp. 422–455.
- René Poupardin, Ludovico il Pio, in «Storia del mondo medievale», vol. II, 1999, pp. 558–582